# Datoteka
Datoteka u računarstvu je skup binarnih podataka, koji su spremljeni na medij dostupan programu za čitanje ili za promjenu. 

## Datoteke i sadržaj
Operacijski sustav datoteke gleda kao niz binarnih podataka, dok na razini programa ovaj binarni podatak može se pretvoriti u: znak, broj, sliku, zvuk, izvorni program, izvršni program, itd.  Unutar operacijskog sustava korisničke i ostale datoteke smještene su posebni datotečni sustav, koja ima stvoju posebnu strukturu. Ova struktura je obično usko povezana s programom, operacijskim sustavom, ili su u skladu s nekim dogovorenim standardom. Struktura datoteke zove se format. Svaka datoteka također ima određenu veličinu koja je izražena u bajtovima, i obično je izražena u cijelim brojevima. Veličina je ponekada zavisna o operacijskom sustavu, ili o fizičim svojstvima medija na kojem se datoteka nalazi. Na primjer ako je najmanja čestica na mediju 4 kilo bajta (KB), tada je najmanja moguća datoteka na tom mediju 4 KB iako recimo podaci zauzimaju samo recimo 10 bajta. Isto tako svaka datoteka na nekom mediju može zauzimati samo cijeli broj čestica.

## Organizacija
Rastom broja datoteka u računarskim sistemima, nastaje sve veća potreba da se datoteke organiziraju koristeći razne metode koje su prvo bile razvijene u bibliotekarstvu.  Organizacija se može ostvariti kroz operacijski sustav, ili rabljenjem posebnih aplikacija u cilju zadovoljavanjem sljedećih potreba:
- pohrana i čitanje datoteka
- mijenjanje sadržaja te brisanje
- katalogiranje
- sigurnost
- trajnost
- mogućnost revizije i povratka izgubljenog

Unutar operacijskog sustava svaka datoteka ima svoje ime i format, koje je izraženu u obliku  <ime>.<format>. Način na koje je ime tvori, njegovu dužinu ograničen je odlukama dizajnera operacijskog sutava. Isto stoji i za format.   
U mnogim modernim sistemima, datoteke su obično organizirane kroz operacijski sustav koristeći abrtrakciju stabla. Tako postoji: vrh korijena (glavni direktorij), razne grane (poddirektoriji) i podgrane koje idu do skoro beskonačnu dubinu ili dubinu koja je moguća unutar operacijskog sistema. Listovi ovog debla su datoteke.  

## Vrste
Datoteke mogu biti:
- regularne datoteke 
ASCII
binarne
- sustavske datoteke
- posebne znakovne datoteke
- posebne blok datoteke

## Srodni članci
- sažimanje podataka
- binarna datoteka
- tekstualna datoteka
- heksadecimalni izvadak (hex dump)